# 9186 Fumikotsukimoto
A 9186 Fumikotsukimoto (ideiglenes jelöléssel (9186) 1991 RZ1) a Naprendszer kisbolygóövében található aszteroida. Eleanor F. Helin fedezte fel 1991. szeptember 7-én.